# Ted Demme
Pour les articles homonymes, voir Demme.
Edward Kern Demme dit Ted Demme est un réalisateur et producteur américain, né le 26 octobre 1963 à New York (États-Unis) et mort d'un arrêt cardiaque le 13 janvier 2002 à Santa Monica.

## Biographie
Après avoir officié un temps sur la radio WSUC-FM (en) de l'université d'État de New York de Cortland, Ted Demme commence sa carrière audiovisuelle en réalisant le clip de Push It (1987) de Salt-N-Pepa, puis en développant l'émission Yo! MTV Raps, diffusée dès 1988 sur MTV. Il réalise ensuite des épisodes de la série télévisée Homicide au milieu des années 1990. Il officie parfois comme commentateur sur la chaîne de télévision Independent Film Channel.
Il réalise son premier long métrage, Who's the Man?, qui sort en 1993. Le film met en scène deux des vedettes de son émission Yo! MTV Raps, Doctor Dré (en) et Ed Lover (en), avec des caméos de nombreux artistes. Il enchaîne avec Tel est pris qui croyait prendre l'année suivante, une comédie avec notamment Denis Leary, Judy Davis et Kevin Spacey. Il reste dans la comédie avec Beautiful Girls (1996), avec Matt Dillon et Uma Thurman.
Il s'essaie ensuite au thriller avec La Loi du sang (1998), avec Denis Leary, Famke Janssen, Martin Sheen ou encore Ian Hart. En 1999, il revient à la comédie en dirigeant Martin Lawrence et  Eddie Murphy dans Perpète. Le film sort directement en vidéo en France.
Outre la réalisation, il produit certains films comme Les Joueurs de John Dahl, sorti en 1999. Ted Demme accède ensuite à plus grande notoriété avec le long métrage Blow, sorti en 2001 et inspiré de la vie du trafiquant de drogue George Jung. Il y dirige notamment Johnny Depp et Penélope Cruz.
Il préparait ensuite un thriller intitulé Nautica, avec Ewan McGregor et Heath Ledger, projet arrêté à la suite de son décès en 2002.

### Décès
Le 13 janvier 2002, alors qu'il participe à un match de basket-ball à Santa Monica, il est victime d'une crise cardiaque. Des traces de cocaïne sont découvertes lors de l'autopsie,.
De nombreux hommages lui sont rendus, notamment dans une émission de Dinner for Five (en) de Jon Favreau avec Denis Leary (qui avait travaillé plusieurs fois avec lui). Lors de la 59e cérémonie des Golden Globes en janvier 2002, Kevin Spacey porte une photo de lui dans son costume. Ted Demme figure dans l'hommage In Memoriam de la 74e cérémonie des Oscars présentée par Kevin Spacey.
Son oncle Jonathan Demme dédie son film La Vérité sur Charlie (2003) à sa mémoire, tout comme Punch-Drunk Love de Paul Thomas Anderson sorti en 2002. Son ami Greg Dulli lui dédie l'album Blackberry Belle (2003) de son groupe The Twilight Singers.
Un documentaire intitulé In Search of Ted Demme sort en 2010. De nombreuses célébrités lui rendent hommage.

### Vie privée
Il est le neveu du réalisateur Jonathan Demme.
Il épouse Amanda Scheer (en) en 1994. Ils restent mariés jusqu'à son décès et ont deux enfants. Son épouse a ouvert plusieurs bars, dont le Teddy's au Hotel Roosevelt, en hommage à son mari.

## Filmographie
Sauf indication contraire, les informations mentionnées dans cette section peuvent être confirmées par la base de données cinématographiques IMDb,  présente dans la section « Liens externes ».

### Réalisateur

#### Cinéma
- 1993 : Who's the Man?
- 1994 : Tel est pris qui croyait prendre (The Ref)
- 1996 : Beautiful Girls
- 1998 : La Loi du sang (Snitch / Monument Ave.)
- 1999 : Perpète (Life)
- 2001 : Blow
- 2003 : A Decade Under the Influence (en) (documentaire, coréalisé avec Richard LaGravenese)

#### Télévision
- 1993 : Denis Leary: No Cure for Cancer
- 1994-1996 : Homicide (Homicide: Life on the Street) (série télévisée) - 2 épisodes
- 1997 : Gun (série télévisée) - 1 épisode
- 1997 : Subway Stories: Tales from the Underground - segment Manhattan Miracle
- 1997 : Denis Leary: Lock 'N Load
- 1999 : Action (série télévisée) - 1 épisode

#### Clips
- 1987 : Push It de Salt-N-Pepa
- 1988 : Rollin' with Kid 'n Play de Kid 'n Play
- 1993 : Streets of Philadelphia de Bruce Springsteen (coréalisé avec Jonathan Demme)

### Producteur
- 1988 : Yo! MTV Raps (TV)
- 1998 : Les Joueurs (Rounders) de John Dahl
- 1999 : Libres comme le vent (Tumbleweeds) de Gavin O'Connor